# Milites (Antigua Roma)

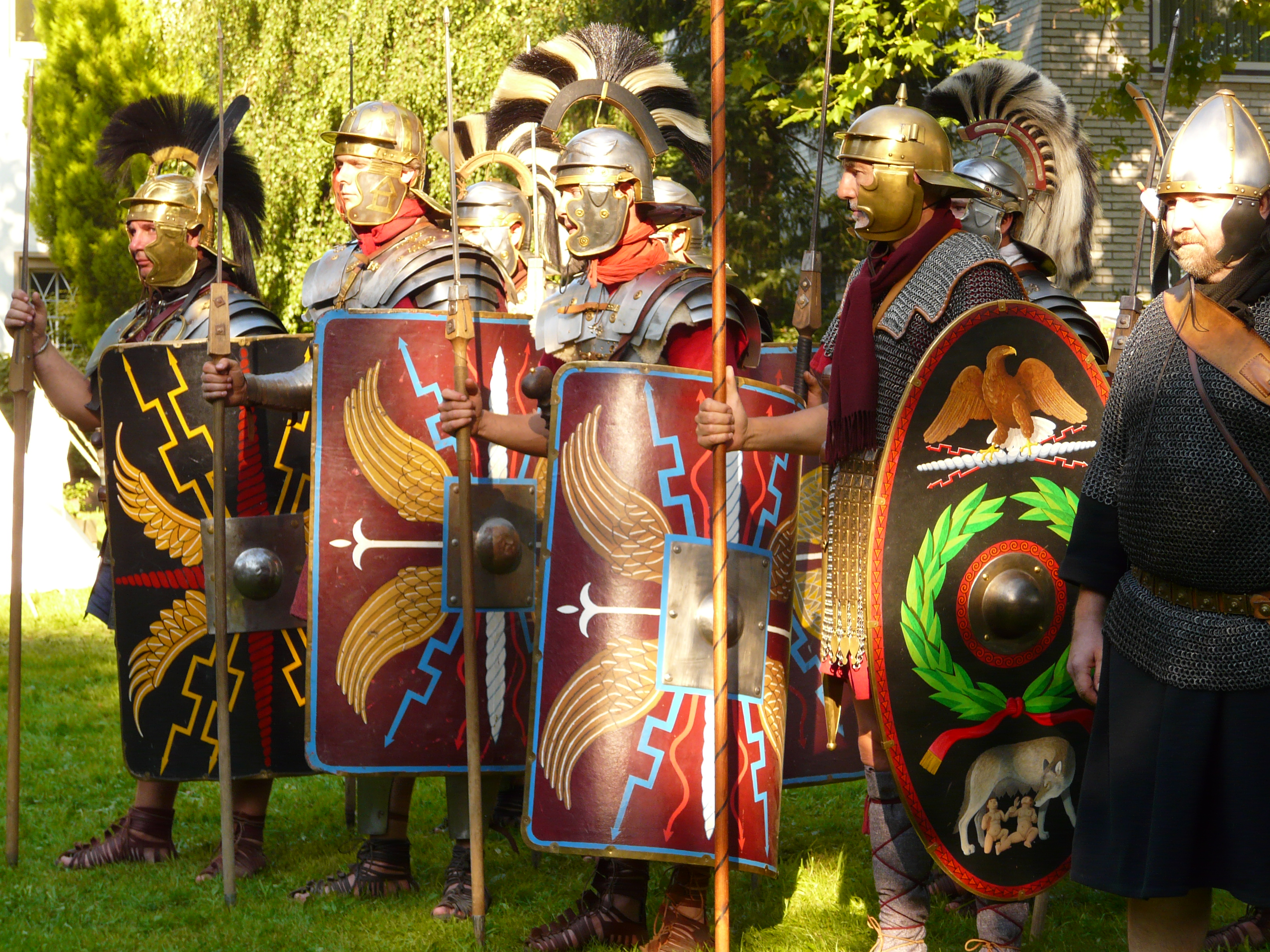
Reconstrucción de la vestimenta de los milites romanos.

Los milites (término latino) eran los soldados de infantería entrenados de la Antigua Roma. Estos hombres eran soldados regulares no especializados que constituían la mayor parte del ejército romano. Además de soldados, también desempeñaban funciones de guardia, construcción, mantenimiento y otras funciones no relacionadas con el combate. 
A los aspirantes a ingresar en la legión romana se les conocía como tiros y debían someterse a un entrenamiento intensivo durante cuatro meses. Si cumplían las expectativas, pasaban a ser milites.
Por lo general, los milites tenían que servir durante varios años antes de ser elegibles para tener acceso a entrenamiento para convertirse en immunes, soldados especialistas con mejores salarios. Los milites tenían diversos privilegios en el campo del derecho privado como en el caso de herencias o la consecución de tierras a su retiro.
Milites se convirtió en sinónimo de 'soldado', un término general que, en Europa occidental, se asoció con el caballero montado a caballo, porque formaron un cuerpo militar profesional durante la Alta Edad Media. De la raíz latina miles se derivan palabras como militar o milicia.
Su patrono fue Marte, el dios de la guerra.